# Liste der Vizegouverneure von Ladakh
Die folgende Tabelle listet die Vizegouverneure von Ladakh seit Schaffung des Amtes im Jahre 2019 mit jeweiliger Amtszeit auf. Ein im August 2019 verabschiedetes Gesetz reorganisierte den Bundesstaat Jammu und Kashmir am 31. Oktober 2019 in zwei Unionsterritorien, Jammu und Kashmir und Ladakh. Das Gesetz schuf die Positionen des Vizegouverneurs von Jammu und Kashmir und des Vizegouverneurs von Ladakh.

## Liste der Vizegouverneure des Unionsterritoriums Ladakh
| # | Name                  | Amtsantritt      | Ende der Amtszeit |
| 1 | R. K. Mathur (* 1953) | 31. Oktober 2019 | 12. Februar 2023  |
| 2 | B. D. Mishra (* 1939) | 19. Februar 2023 | im Amt            |